# کابررا ۲۹۹۷

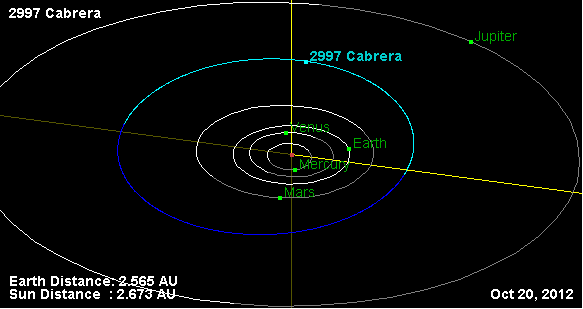
نمایی از محل قرارگیری سیارک کابررا ۲۹۹۷ در مدار – ۲۰۱۲

سیارک ۲۹۹۷ (به انگلیسی: 2997 Cabrera، نامگذاری:1974MJ) دو هزار و نهصد و نود و هفتمین سیارک کشف شده‌است که در ۱۷ ژوئن ۱۹۷۴ کشف شد.
قدر مطلق سیارک برابر ۱۳٫۵۰ است.